# Out of Specification
Out of Specification (OOS) ist ein Ausdruck, der im deutschen Sprachraum nur im Kontext mit Regulierungen der FDA gebräuchlich ist. Eine Definition findet sich im Dokument „Investigating Out-of-Specification (OOS) Test Results for Pharmaceutical Production“. Diese besagt sinngemäß, dass für den Anwendungsbereich dieses Dokumentes mit „OOS“ alle Test-Resultate gemeint sind, die außerhalb von festgelegten Spezifikationen oder Akzeptanzkriterien liegen.
Die Behandlung von Out of Spec-Resultaten oder – anders ausgedrückt – von Abweichungen vom Toleranzbereich (z. B. festgelegt in einem Arzneibuch oder einer anderen Spezifikation)  ist ein zentrales Element sämtlicher Qualitätssicherungssysteme wie z. B. DIN EN ISO 9001, GMP, GLP. Bei Gehaltsangaben für den Arzneistoff Acetylsalicylsäure (ASS) wäre beispielsweise  der unteren Grenzwert Gu ≥ 99,5 % und der oberen Grenzwert Go ≤ 101,0 % nach dem Europäischen Arzneibuch zulässig. 

## Konsequenzen von OOS-Situationen
Auch wenn der Messwert innerhalb des kalibrierten Messbereiches liegt, kann unter Umständen von einem OOS-Ergebnis die Rede sein. Dies ist zum Beispiel in der pharmazeutischen Industrie dann der Fall, wenn eine Verunreinigung, die normalerweise mit max. 0,1 % spezifiziert ist, in einer Charge plötzlich mit 0,2 % vertreten ist. Dies hat zur Folge, dass nach eingehender Überprüfung und Verifizierung des Messergebnisses, das hergestellte Produkt nicht vertrieben werden kann. Durch die Verifizierung muss sichergestellt werden, dass das Produkt wirklich nicht den Anforderungen entspricht und das Messverfahren korrekt abgelaufen ist. Infolgedessen ist zu überprüfen, ob dieses Produkt für andere Anwendungen mit geringen Spezifikationen verwandt werden kann, ob das Produkt aufgereinigt werden kann oder ob es entsorgt werden muss. Ein OOS-Ergebnis kann somit mit erheblichen Mehrkosten für ein Unternehmen verbunden sein. 

## OOS aus Sicht der Metrologie
In den FDA-Dokumenten wird zwar der Begriff OOS verwendet, aber tatsächlich wird  in keinem FDA-Dokument definiert, was genau unter OOS zu verstehen ist. Bereits im oben genannten FDA-Dokument werden aber „Außerhalb-Spezifikation-Situationen“ und „Nicht-Innerhalb-Spezifikation-Situationen“ gleichgesetzt, was aus Sicht der Metrologie falsch ist, weil zwischen diesen beiden Situationen ein Unterschied von zweimal der zugrunde gelegten (erweiterten) Messunsicherheit besteht.